# Montreuil-la-Cambe

Montreuil-la-Cambe este o comună în departamentul Orne, Franța. În 1 ianuarie 2022 avea o populație de 80 de locuitori.